# Universidade de Cabo Verde
A Universidade de Cabo Verde (Uni-CV) é uma instituição de ensino superior de Cabo Verde, com a sua reitoria instalada na cidade da Praia . É a única instituição pública com o carácter de universidade no país, sendo portanto referência para o ensino superior cabo-verdiano.
Sua composição orgânica é constituída por duas faculdades e três escolas superiores; possui seis campi espalhados por diversas localidades, sendo a maior universidade em estrutura física de Cabo Verde.
Sua história pode ser remontada ao período imediato da pós-independência, quando, no ano de 1979, foi fundada a primeira escola superior do país. Em 2006, após a reunião de três escolas superiores públicas independentes, criou-se a Uni-CV.
Em 2016, a universidade foi classificada pelo ranking Webometrics Ranking of World Universities como a quinta melhor universidade dos Países Africanos de Língua Oficial Portuguesa, sendo de longe a melhor universidade do seu país.

## Histórico
A base do ensino superior cabo-verdiano iniciou a sua caminhada a 28 de julho de 1979, através do decreto presidencial n.º 70, criando a Escola de Formação de Professores e Educadores do Ensino Secundário (EFPES), vocacionada a formar docentes para lecionar no ensino secundário, e a partir de 1982 formou docentes do ensino básico também. A 2 de outubro de 1995 a EFPES deu lugar ao Instituto Superior de Educação (ISE).
No entanto, a institucionalização que permitiu a criação da Uni-CV, veio com o estabelecimento das três instituições públicas dedicadas ao ensino superior no país, a saber:
1. o Instituto Superior de Educação (ISE), criado pelo decreto-lei n.º 54/95, de 2 de outubro de 1995;
2. o Instituto Superior de Engenharia e Ciências do Mar (ISECMAR), criado pelo decreto-lei n.º 40/96, de 21 de outubro de 1996;
3. o Instituto Nacional de Administração e Gestão (INAG), criado pela resolução n.º 24/98 (de 1998), obedecendo ao decreto-lei 40/96, de 21 de outubro de 1996.

A 20 de novembro de 2006, o Conselho de Ministros criou por meio do decreto-lei n.º 53/2006, a Universidade de Cabo Verde, integrando primeiramente o ISE e o INAG, localizados na Praia, e o ISECMAR, localizado no Mindelo. Em 2007, uma quarta escola juntou-se oficialmente à universidade: o Instituto Nacional de Investigação e Desenvolvimento Agrário (INIDA), localizado em São Jorge dos Órgãos. Nos primeiros anos de existência, a Uni-CV contou com o forte apoio das universidades brasileiras na matéria da formação dos docentes e intercâmbio das experiências administrativas. A 29 de janeiro de 2007, a Universidade de Cabo Verde aderiu à Associação das Universidades de Língua Portuguesa como membro titular.
As instituições mantiveram-se como unidades associadas à Uni-CV, com um figurino jurídico específico nos dois primeiros anos de funcionamento da universidade. Então, por meio do decreto-lei n.º 29/2008 de 9 de outubro, o ISE, o ISECMAR e o INAG foram extintos, e as suas estruturas foram totalmente integradas a Uni-CV.
A 31 janeiro de 2014 a Uni-CV passou por um processo inédito, com a primeira eleição livre e direta para reitor. Nesta eleição foi eleita, com 50,9% dos votos, a professora doutora Judite Nascimento como nova reitora da universidade, que tomou posse a 24 de fevereiro do mesmo ano.
A instituição ganhou uma nova sede na Praia, a Cidade Universitária do Palmarejo Grande, numa cerimônia em novembro de 2020, marcando os quatorze anos da sua fundação.

## Estrutura orgânica

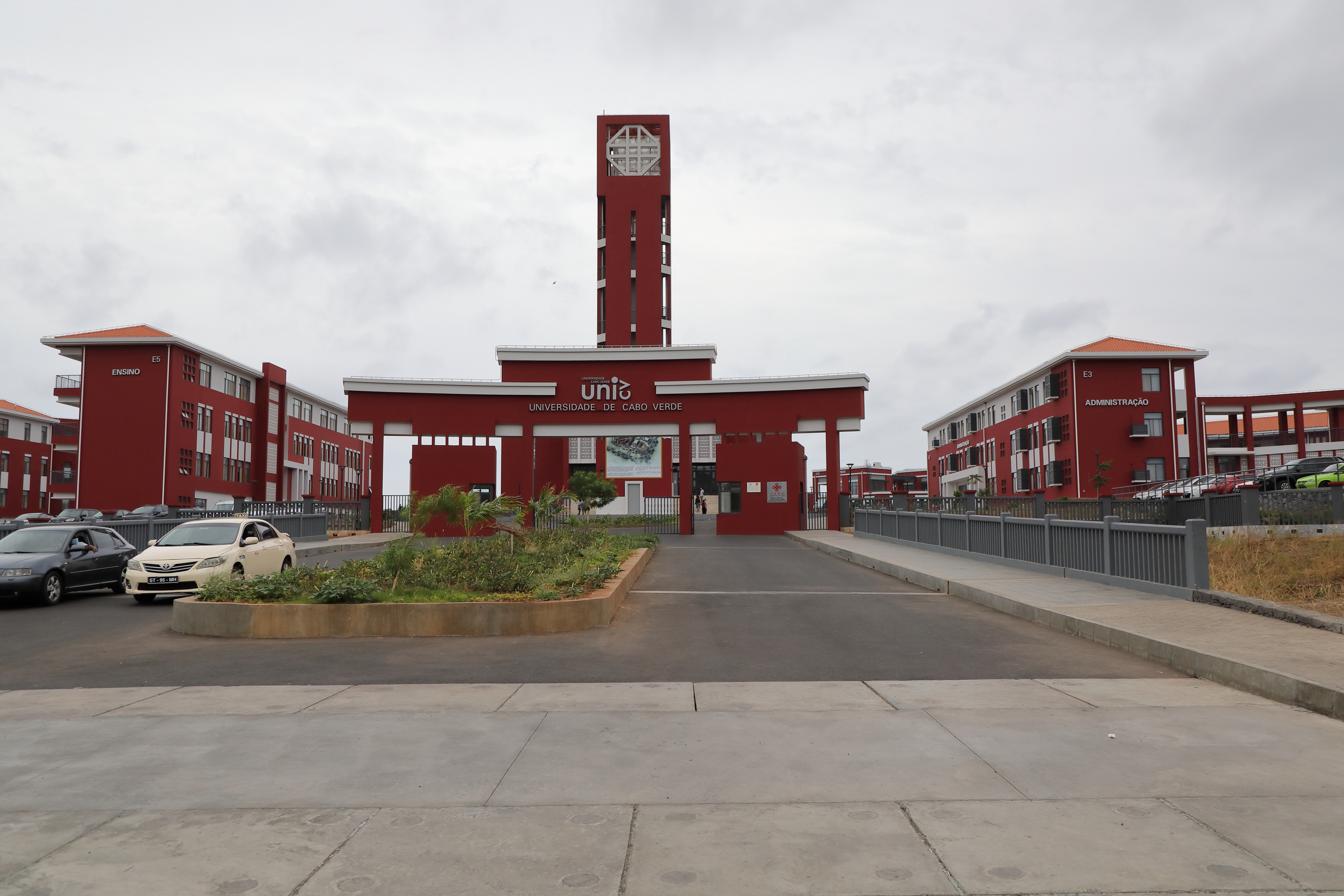
Pórtico da Cidade Universitária do Palmarejo Grande, o Campus-sede da Uni-CV, inaugurado em novembro de 2020.

A Uni-CV é composta pelas seguintes estruturas orgânicas:

### Faculdade de Ciências e Tecnologia
Uma das herdeiras do EFPES, oferta os seguintes cursos:
- Ciências Biológicas
- Complemento de Licenciatura em Enfermagem
- Enfermagem
- Engenharia Alimentar
- Engenharia Civil
- Engenharia Eletrotécnica
- Engenharia Informática e de Computadores (Programação e Sistemas de Informação)
- Engenharia Mecânica
- Engenharia Química e Biológica
- Ensino da Física
- Ensino da Química
- Estatística e Gestão de Informação
- Geografia e Ordenamento de Território
- Geologia (Geologia Aplicada e do Meio Ambiente; Geologia e Recursos Naturais)
- Matemática (Ensino; Matemática Aplicada)
- Tecnologias Multimédia e Comunicação (Multimédia e Audiovisual)

### Faculdade de Ciências Sociais, Humanas e Artes
Herdeira da EFPES, fundada em 1979, e em 1995 convertido em ISE, esta faculdade (desde 2008) oferta os seguintes cursos: 
- Ciências da Educação
- Ciências de Comunicação (Jornalismo; Assessoria de comunicação e Multimédia)
- Ciências Sociais (Ciência Política; Sociologia; Antropologia)
- Complemento de Licenciatura em Educação Física
- Complemento em Educação Especial
- Complemento Pedagógico
- Educação Física e Desporto
- Estudos Cabo-Verdianos e Portugueses (Comunicação; Ensino)
- Estudos Franceses (Tradução; Ensino)
- Estudos Ingleses (Tradução; Ensino)
- Filosofia Política e Relações Internacionais
- Gestão do Património Cultural
- História (Ensino; Museologia, Bibliotecas e Arquivos)
- Psicologia
- Relações Internacionais e Diplomacia
- Turismo e Cultura

### Faculdade de Engenharias e Ciências do Mar

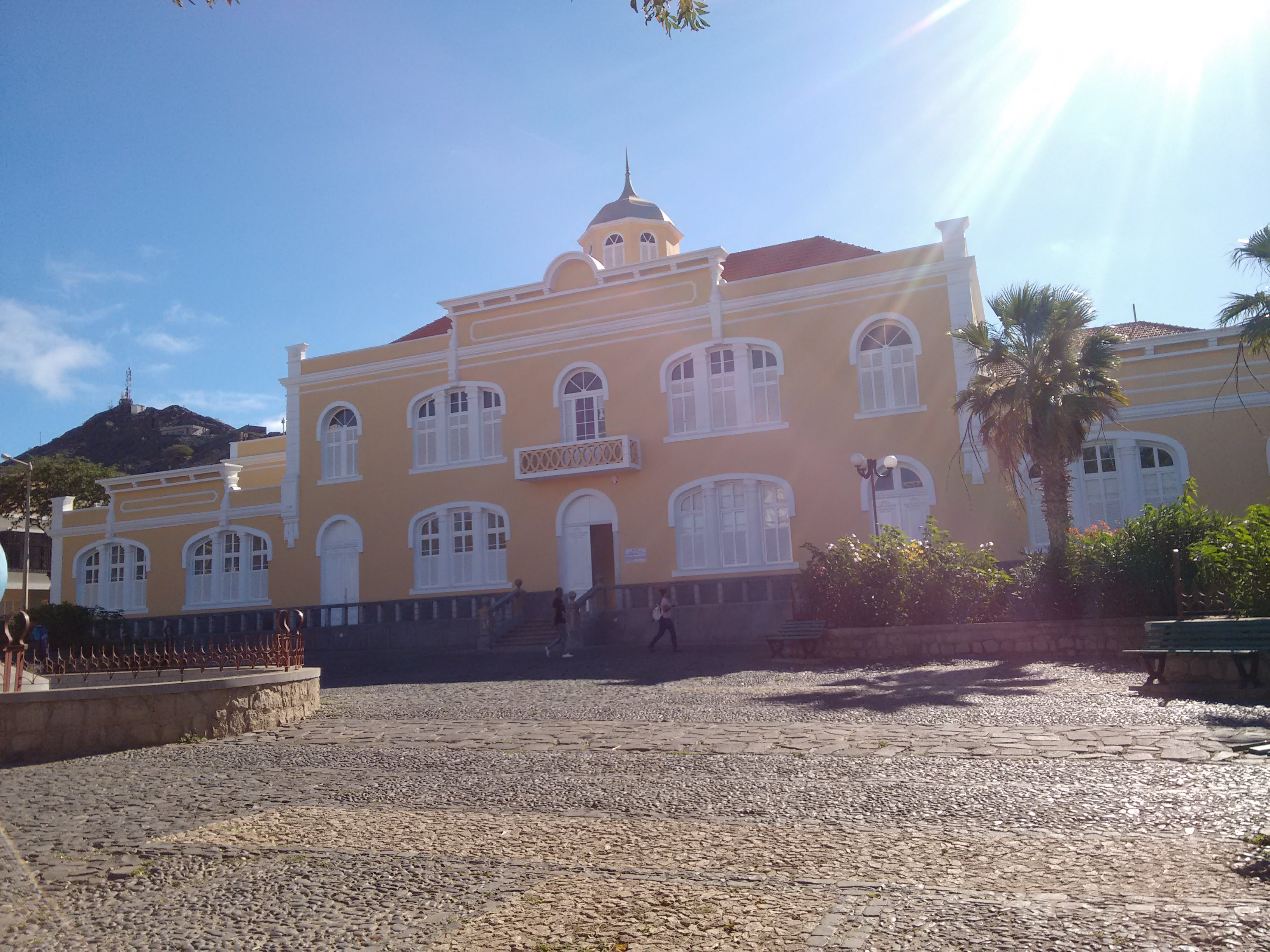
Edifício Liceu Gil Eanes, no Campus do Mindelo, em 2018.

A 19 de junho de 1982 surgiu o Centro de Formação Náutica (CFN), localizado no Mindelo. Em 1996 é substituído pelo ISECMAR. Após ser integrado na Uni-CV, a Escola do Mar veio a substituir finalmente o ISECMAR. Em 2016, a instituição passou a designá-lo por Faculdade de Engenharias e Ciências do Mar, ofertando os seguintes cursos:
- Ciências Biológicas
- Ciências Náuticas – Pilotagem
- Enfermagem
- Engenharia Civil
- Engenharia de Informática e de Telecomunicações
- Engenharia de Máquinas Marítimas
- Engenharia Eletrotécnica (Energia)
- Engenharia Eletrotécnica Marítima
- Engenharia Informática e de Computadores
- Engenharia Mecânica
- Gestão dos Transportes Marítimos e Logística

### Escola de Negócios e Governação
A 11 de fevereiro de 1981 foi instituído o Centro de Formação e Aperfeiçoamento Administrativo (CENFA), que passou a Instituto Nacional de Administração e Gestão (INAG), a 8 de junho de 1998; substituto do INAG, a Escola de Negócios e Governação oferta os seguintes cursos:
- Ciências Empresariais e Organizacionais (Contabilidade; Gestão; Administração)
- Economia
- Gestão Comercial e Marketing
- Relações Públicas e Secretariado Executivo (Relações Públicas; Secretariado Executivo)

### Escola de Ciências Agrárias e Ambientais
Viria a ser fundado a 27 de março de 1980 o Instituto Nacional de Investigação Tecnológica (INIT), que em 1997 foi convertido no INIDA. Localizada em São Jorge dos Órgãos, a Escola de Ciências Agrárias e Ambientais é a substituta do INIDA; oferta os seguintes cursos:
- Agronomia Socioambiental (Regime presencial)
- Agronomia Socioambiental (Regime semi-presencial)

## Pesquisa e pós-graduação
No aspecto da pesquisa, a Uni-CV dispõe de dois periódicos de divulgação acadêmica, a Revista Ciência & Tecnologia e a Revista de Estudos Caboverdianos, além de 3 centros de investigação, 7 núcleos de pesquisa, 2 cátedras e vários projetos de investigação.
A nível de pós-graduação, a Uni-CV possui 13 cursos de mestrado e 3 de doutorado, somando 16 ofertas; de suas instituições orgânicas, somente a Faculdade de Ciências e Tecnologia não lista nenhum curso dessa natureza.
A maioria está voltada para o estudo das línguas e processos de ensino, havendo também oferta relativa para a área de economia, política e negócios.

## Infraestrutura
Por seu uma instituição jovem, a Uni-CV somente dispôs de uma unidade central e um aparato físico razoável para uma universidade em 2020, quatoreze anos apos sua fundação. Para além da Cidade Universitária do Palmarejo Grande, a sua sede na Praia, seus demais campi estão espalhados de maneira irregular pelo território do país, atendendo basicamente à, São Jorge dos Órgãos, Achada de Santo António, Ribeira de Julião e ao Mindelo. Seus campi e prédios são:
- Campus Liceu Velho "Gil Eanes": Rua Franz Fanon, Edifício do Antigo Liceu Gil Eanes, CP 299 - Mindelo, S. Vicente - Cabo Verde
- Campus São Jorge dos Órgãos: S. Jorge dos Órgãos, Cabo Verde
- Cidade Universitária do Palmarejo Grande: Palmarejo, CP 279 - Praia, Cabo Verde
- Campus da Achada de Santo António: Avenida OUA nº 27, Achada de Santo António, CP 24 - Praia, Cabo Verde
- Campus da Ribeira de Julião: Ribeira de Julião CP 163 - S. Vicente, Cabo Verde

O governo da República Popular da China doou a construção da Cidade Universitária de Palmarejo Grande, na cidade de Praia, à Uni-CV. A pedra fundamental foi lançada em junho de 2017, no bairro do Palmarejo Grande, localizado na zona oeste da cidade da Praia; a Cidade Universitária tem capacidade para receber 4.890 estudantes e 476 professores em 61 salas de aulas, 5 auditórios com capacidade de 150 lugares, oito salas de informática, oito salas de leitura, 34 laboratórios, salão multiúsos com capacidade de 654 lugares, refeitórios, biblioteca, dormitórios e um pavilhão desportivo. A Cidade Universitária foi entregue numa cerimônia em novembro de 2020, marcando os quatorze anos da universidade.

## Reitores
| Nome                                      | Mandato                                       | Afiliação                          | Forma de eleição            |
| ----------------------------------------- | --------------------------------------------- | ---------------------------------- | --------------------------- |
| António Leão de Aguiar Correia e Silva    | 21 de novembro de 2006 a 15 de junho de 2011  | Instituto Superior de Educação     | Indicação presidencial      |
| Paulino Lima Fortes                       | 15 de junho de 2011 a 24 de fevereiro de 2014 | Escola do Mar                      | Indicação presidencial      |
| Judite da Encarnação Medina do Nascimento | 24 de fevereiro de 2014 a atualidade          | Faculdade de Ciências e Tecnologia | Eleições diretas paritárias |

## Pessoas notáveis
- Silvino Lopes Évora (professor universitário) - jornalista, escritor e poeta[27];
- Manuel Veiga (professor universitário) - linguista[28];
- João Lopes Filho (professor universitário) - antropólogo[29];
- Georgina Mello (alumnus) - economista e presidente da Comunidade dos Países de Língua Portuguesa.[30]